# Melville Peninsula (halvö)
Melvillehalvön (engelska: Melville Peninsula) är en halvö i territoriet Nunavut i Kanada. Halvön skiljer Boothiaviken i väster från Foxe Basin i öster. I norr skiljs halvön från Baffinön endast av det 2 km smala Fury och Heclasundet. Halvön är cirka 400 km lång i nordsydlig riktning.
Omgivningarna runt Melvillehalvön är i huvudsak ett öppet busklandskap.
På halvön finns byarna Naujaat och Sanirajak. På en intilliggande ö ligger också byn Igloolik.